# Samsung Galaxy J

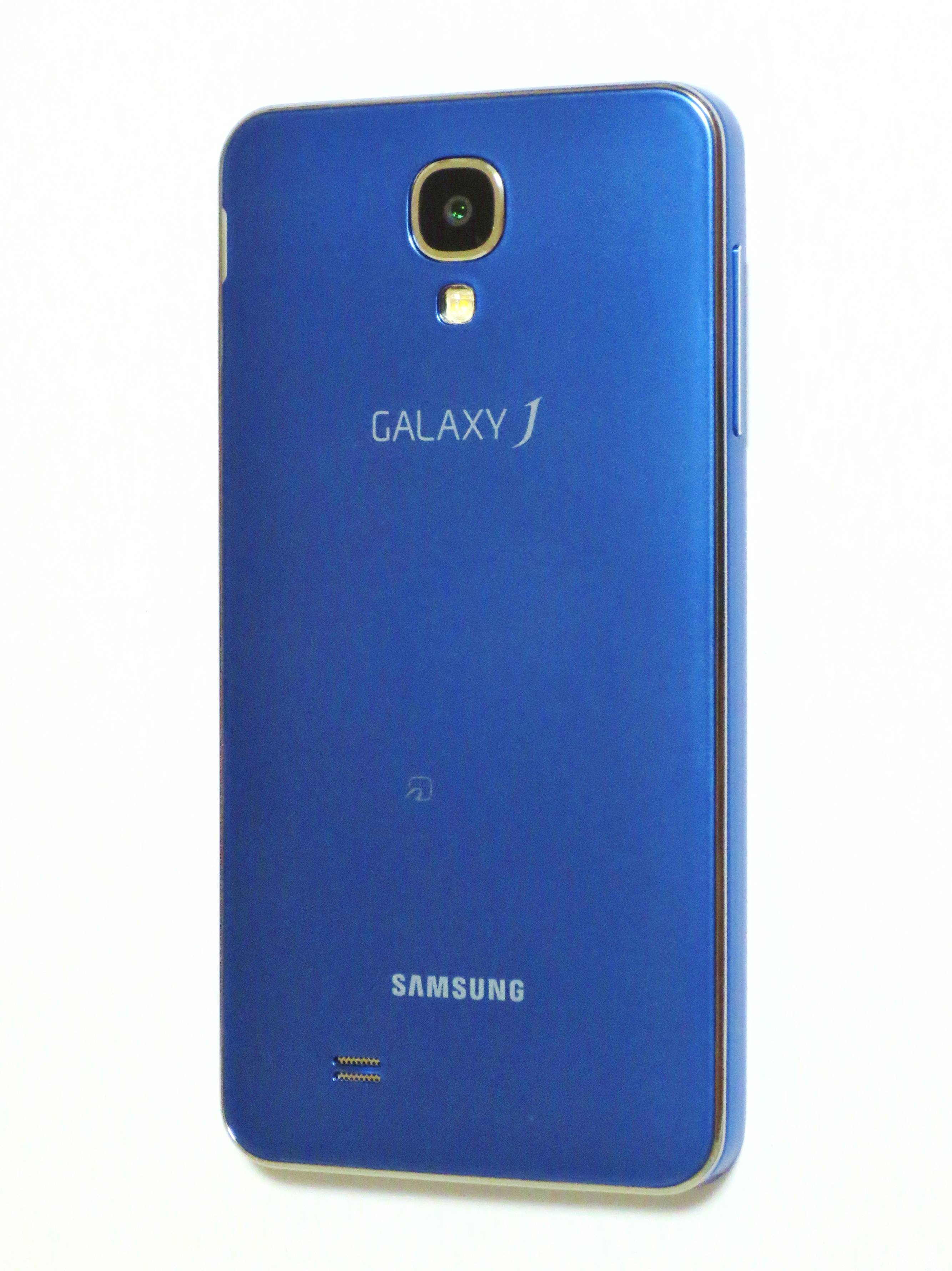
Retro dello smartphone

Il Samsung Galaxy J è uno smartphone prodotto da Samsung che utilizza il sistema operativo Android.
Questo telefono è stato originariamente sviluppato per il Giappone nell'autunno 2013 e la versione oltreoceano fu inizialmente distribuita a Taiwan nel dicembre 2013.

## Specifiche tecniche

### Hardware
Samsung Galaxy J possiede un chipset Snapdragon 801 di Qualcomm che include un processore da 2,3 GHz con GPU Adreno 330 GPU, 3 GB di RAM e 16 GB di memoria interna espandibili fino a 64 GB, Ha una batteria da 2600 mAh. Il Galaxy J è dotato di un display Super AMOLED Full HD da 5 pollici e include anche una fotocamera posteriore da 13,2 MP con Power HCRI LED Flash e fotocamera frontale da 2,1 MP. 

### Software
Lo smartphone è stato immesso sul mercato con Android 4.3 Jelly Bean e può essere aggiornato ad Android 5.0 Lollipop.